# Isabel Schnabel
Isabel Schnabel, de nacimiento Godde (Dortmund, 9 de agosto de 1971) es una economista y profesora universitaria alemana.
En 2015 se convirtió en profesora de economía financiera en la Universidad de Bonn. Anteriormente, había ejercido de profesora en la Universidad de Maguncia de 2007 a 2015. En 2014 se había convertido en miembro del Consejo alemán de expertos económicos, un órgano asesor independiente del Gobierno de Alemania. Es investigadora en el Centre for Economic Policy Research (CEPR) y e el CESifo, y también hace investigación como investigadora afiliada al Max Planck Institute for Research on Collective Goods, en Bonn.
El 2019 el Gobierno alemán la designó como candidata para formar parte del Comité Ejecutivo del Banco Central Europeo (BCE).